# Stepnica
Pour la gmina, voir Stepnica (gmina).
Stepnica est une localité polonaise, siège de la gmina rurale de Stepnica, située dans le powiat de Goleniów en voïvodie de Poméranie-Occidentale. Elle se situe à environ 17 km au nord-ouest de la ville de Goleniów et 27 km au nord de la capitale régionale Szczecin.

## Géographie

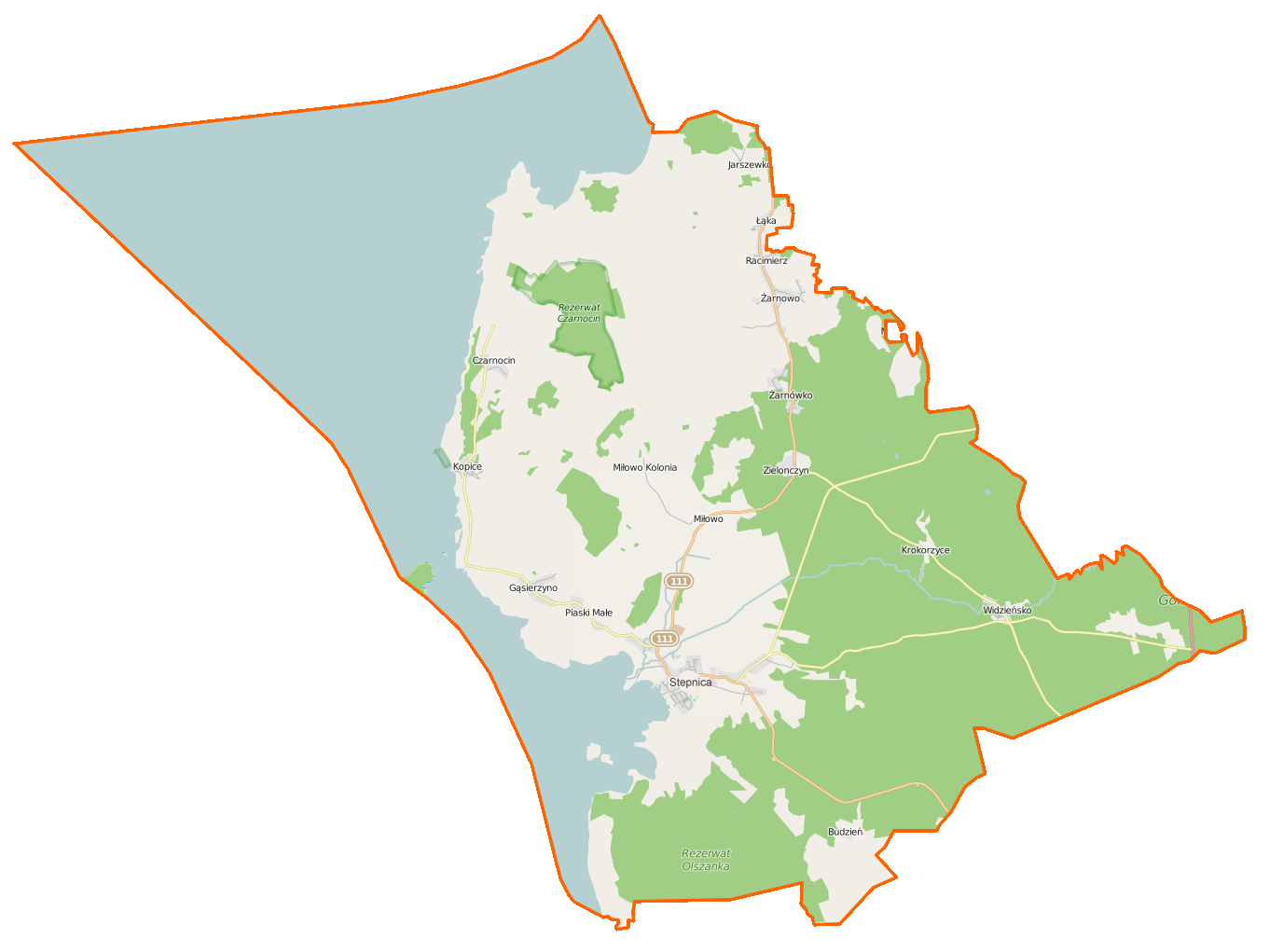
Carte de la gmina de Stepnica.

## Histoire
De 1818 à 1945, Stepenitz fait partie de l'arrondissement de Cammin-en-Poméranie (de) dans le district de Stettin au sein de la province de Poméranie.